# Възгледите на един клоун
Възгледите на един клоун (на немски: Ansichten eines Clowns) е роман от немския писател Хайнрих Бьол, написан през 1963 година.

## Сюжет
Ханс Шнир е клоунът от заглавието на романа. Той е 27-годишен мъж от богато семейство. В началото на историята той пристига в Бон, Германия. Като клоун той пътува из страната от град на град, за да играе в представления. Той винаги се е виждал като артист – човек на изкуството. Домът му е в Бон, затова трябва да отсяда в хотели, когато пътува. Жената, с която е живял, Мари, го е изоставила, за да се омъжи за Цюпфнер, което го кара да бъде депресиран. Той иска да си върне Мари, а и има сериозни финансови проблеми.
Сам описва себе си като клоун без никаква църковна принадлежност. Родителите му, благочестиви протестанти, го пращат в католическо училище, където среща Мари и се влюбва в нея. Въпреки че Мари е католичка, тя се съгласява да живее с него. Те така и не сключват законен брак, защото Ханс не е съгласен да подпише документ, с който се съгласява да отгледа децата си като католици. Мари винаги казва, че въпреки че живее в грях, тя е католичка. Веднъж в гимназията Ханс я видял да се държи ръка за ръка с Цюпфнер, но Мари му казва, че той ѝ е само приятел. Ханс я взема със себе си на всяко пътешествие. След пет години, близо до хотела им, има католическа конференция. Мари иска да подиша „католически въздух“ и моли Ханс да отидат. По същото време той има представление. Когато се връщат късно вкъщи, той заспива. На следващата сутрин вижда, че Мари си е тръгнала, но е оставила бележки. Той никога повече не я вижда.
Ханс притежава мистична особеност – може да усеща миризми по телефона. Както той обяснява, не само страда от депресия, главоболие, мързел и тази мистична способност, но също и от склонността си към моногамия. Има само една жена, с която би могъл да живее: Мари. Преобърнатите му ценности са ясно показани в изказването му: „Вярвам, че живите са мъртви, а мъртвите са живи, не както вярват протестантите и католиците.“
Когато се прибира в къщата си в Бон, първият човек, с когото се среща е богатия си баща. Помни всичките си спомени от миналото. Имал е сестра на име Хенриете. Семейството ѝ я кара да бъде доброволка в службата за борба с въздухоплавателни средства на седемнадесет годишна възраст. Хенриете става доброволка и заминава, след което никога не се връща. Има и брат на име Лео, който е станал католик и учи теология в училище. Ханс споделя за финансовите си проблеми с баща си. Баща му му предлага да работи за него за сравнително ниска заплата. Ханс не приема офертата. Казва на баща си, че той и брат му никога не са могли да са възползват от богатството на семейството си. Не са получавали достатъчно храна и джобни. Следователно няма добър спомен за миналото си, което може би е допринесло за бягството му от дома и желанието му да стане клоун.
Обажда се на много свои познати в Бон, но никой не му помага. Скоро открива, че Мари е на меден месец в Рим. Тази новина още повече го депресира. Накрая се обажда на брат си Лео, който му обещава да му донесе пари на следващия ден. По средата на разговора обаче, Лео му споделя, че се е сприятелил с Цюпфнер. Ядосан Ханс му казва да не му носи пари. Накрая Ханс взема китарата си и отива на гарата, където свири, а хората пускат монети в шапката му.

## Социални проблеми
Романът отразява немското общество по времето на Хитлер и следвоенните години. Критикува много аспекти на обществото, например политическите и религиозните възгледи, брачни проблеми, конфликтите между католиците и протестантите, ефекта на войната върху семействата и още много други социални недъзи в Германия. Хайнрих Бьол разкрива всичките тези следвоенни проблеми и ги свързва с някои психологични аспекти, които нараняват хора със странни вярвания като Ханс.
Бьол се опитва да се фокусира върху ролята на Римокатолическата църква и да покаже ролята ѝ в Европа. Включва описание на установените морал и политика в романа. Църквата ограничава връзките между католици и протестанти и категоризира германското общество в религиозни групи. Въпреки че в романа протестантите са описани като по-богати, Бьол описва обществото, което е било под влиянието на католиците, особено в политически и морален аспект. Главният герой Ханс не получава никаква полза от нито една от тези две групи. В заключение, той описва ерата ни със следните думи: „Ако нашият век заслужава име, то би трябвало да се казва Век на проституцията.“